# Memorial Point
Der Memorial Point (englisch für Denkmalspitze) ist der westliche Ausläufer der Lemaire-Insel vor der Danco-Küste des Grahamlands auf der Antarktischen Halbinsel.
Das UK Antarctic Place-Names Committee benannte die Landspitze 2017 in Erinnerung an die britischen Wissenschaftler, die in der Antarktis starben, ohne dass ihnen mit einer individuellen Namensgebung eines geographischen Objekts gedacht wurde.